# Gwernymynydd
Gwernymynydd è un centro abitato del Galles, situato nella contea del Flintshire.